# Sofia Mattila
Sofia Mattila (geboren am 24. Mai 2006) ist eine finnische Skispringerin.

## Werdegang
Sofia Mattila gewann von 2018 bis 2020 einige Springen im Juniorencup. Im Sommer 2021 trat sie zu ersten internationalen Wettbewerben der Fédération Internationale de Ski an und gab am 17. Juli 2021 in Kuopio ihr Debüt im Skisprung-Continental-Cup. Mit einem 28. Platz erreichte sie dabei sogleich ihre ersten Wertungspunkte in dieser Wettbewerbsserie. Auch im Winter-Continental-Cup 2021/22 war sie regelmäßig im Teilnehmerfeld vertreten. Ihr bisher bestes Ergebnis erreichte sie am 17. Dezember 2021 im norwegischen Notodden mit Rang elf.
Am 25. Februar 2022 startete sie bei einem Teamwettbewerb von der Normalschanze der Aigner-Schanzen in Hinzenbach in der Weltcup-Saison 2021/22 zum ersten Mal im Skisprung-Weltcup. Gemeinsam mit Julia Tervahartiala, Jenny Rautionaho und Julia Kykkänen erreichte sie für das finnische Team den achten Platz.
Bei den Nordischen Junioren-Skiweltmeisterschaften 2022 im polnischen Zakopane wurde sie 36. im Einzelspringen von der Normalschanze. Mit dem finnischen Mixed-Team wurde sie Elfte.

## Erfolge

### Juniorenweltmeisterschaften
- Zakopane 2022: 11. Mixed Team, 36. Normalschanze
- Whistler 2023: 9. Mannschaft, 11. Mixed Team, 40. Normalschanze

## Statistik

### Continental-Cup-Platzierungen
| Saison  | Platz | Punkte |
| ------- | ----- | ------ |
| 2021/22 | 49.   | 078    |
| 2022/23 | 42.   | 068    |